# 杉崎宗雲
杉崎 宗雲（すぎざき そううん、1950年1月31日 - ）は、神奈川県出身の華道家。御室流の華道家である。

## 人物
- 神奈川県小田原市の小田原城で1961年より父宜宗から今日までいけばな奉仕活動を行っている。
- 1970年：父の宜宗との親子二人展から華道界に。
- 1971年：いけばなアンデパンダン展（豊島園）の委員。
- 1983年：小田原の文化といけばな展〈小田原城〉
- 1991年：幻庵遺愛の茶室に活ける華展。
- 1991年：小田原市50周年記念『おも城OASIS』実行委員
- 1991年：花遊・座敷飾り展を開催<松永記念館>
- 1992年：立花・生花展に出品。
- 1999年：神奈川県華道連盟50周年記念展<横浜高島屋>
- 2001年：室内空間と花展にて江戸東京たてもの園の古民家に活ける。
- 2001年：日本いけばな芸術協会展<日本橋高島屋>に格花を出品
- 2003年：花の寄合展2003「花と陶」<ロビンソン百貨店>。
- 2009年：文化芸術展2009<ロビンソン百貨店>
- 2010年：小田原市・プロジェクト・無尽蔵・芸術文化創造のコーディネーター
- 2011年：宗雲古典を開催
- 2012年：「伝承と革新・華アート展」の開催
- 2012年：いけばな企画集団・華匠

- 小田原箱根における地域で個展、グループ展等を通じていけばなの普及活動を行っている。
- 小田原文化芸術協会の代表として、地域の文化芸術の振興を行う。
- 「小田原城アートＮＯＷ2017」を発足以来(2009)開催する。次の時代への地域アートを目指す。

## 執筆
- 小田原箱根地方の野の花をいけばなで紹介した「野の花の旅」（小田原箱根商工会議所発行）

## 活動
- 小田原華道協会／相談役
- 神奈川県華道連盟／参与
- 小田原市文化連盟理事／事務局長
- 文化芸術展運営委員会／事務局長
- 日本いけばな芸術協会 特別会員